# Гёсниц (Штирия)
Гёсниц (нем. Gößnitz (Steiermark)) — коммуна (нем. Gemeinde) в Австрии, в федеральной земле Штирия. 
Входит в состав округа Фойтсберг.  Население составляет 514 человек (на 31 декабря 2005 года). Занимает площадь 31,03 км².

## Политическая ситуация
Бургомистр коммуны — Йохан Гугги (АНП) по результатам выборов 2005 года.
Совет представителей коммуны (нем. Gemeinderat) состоит из 9 мест.
- АНП занимает 6 мест.
- СДПА занимает 2 места.
- АПС занимает 1 место.